# Sehedj
Sehedj war eine altägyptische Rangbezeichnung für Priester und Beamte, die seit dem frühen Alten Reich bezeugt ist.

## Funktion
Ein Sehedj war „Unteraufseher über die Phyle“, er beaufsichtigte und unterhielt eine festgelegte Anzahl von Priestern. Vornehmlich waren dies „Hem-netjer“ (Gottesdiener/Prophet) und „Cheri-habet“ (Vorlesepriester). Letztere wurden allerdings nicht in die Tätigkeiten der Priester direkt eingebunden, sie überwachten lediglich den Ablauf und die Einhaltung zeremonieller Rituale und Festlichkeiten. „Sehedj“ unterstanden ihrerseits dem „Cherep-imiu-sah“ (Leiter der Phyle).